# Euryoryzomys
Euryoryzomys és un gènere de rosegador de la família dels cricètids que viu a la conca amazònica fins al Paraguai al sud. El nom genèric Euryoryzomys deriva de la paraula gregues ευρυς ('ample') i el nom Oryzomys i es refereix a l'extens àmbit de distribució del gènere.
El pelatge dorsal és de color marró groguenc o rogenc i el ventral és de color blanc. Les orelles són grosses i la cua és igual que la llargada de cap a gropa o encara més llarga.